# Rugby Europe International Championships 2021/22
Die Rugby Europe International Championships 2021/22 waren ein Rugby-Union-Wettbewerb für europäische Nationalmannschaften der zweiten und dritten Stärkeklasse, unterhalb der Six Nations. Es handelte sich um die 47. Auflage der Rugby-Union-Europameisterschaft. Beteiligt waren 36 Mannschaften, die in vier Divisionen aufgeteilt waren. Den Europameistertitel gewann zum 14. Mal Georgien.
Die Mannschaften spielten über ein Jahr einmal gegen jeden Gegner. In der Rugby Europe Championship und in der Rugby Europe Trophy spielten je sechs Mannschaften, die  Rugby Europe Conference 1 und 2 waren zusätzlich in eine Nord- und Südstaffel mit jeweils fünf Mannschaften aufgeteilt. In der Rugby Europe Development genannten untersten Division spielten vier Mannschaften.

## Modus
Das verwendete Punktesystem war wie folgt:
- 4 Punkte bei einem Sieg
- 2 Punkte bei einem Unentschieden
- 0 Punkte bei einer Niederlage
- 1 Bonuspunkt wenn eine Mannschaft in einem Spiel mindestens drei Versuche mehr erzielt als der Gegner
- 1 Bonuspunkt bei einer Niederlage mit sieben oder weniger Punkten Differenz
- 1 Bonuspunkt bei einem Grand Slam (Siege in allen Spielen)

## Rugby Europe Championship
|    | Land        | Spiele | Siege | Unent. | Ndlg. | Spiel- punkte | Diff. | Bonus- punkte | Tabellen- punkte |
| -- | ----------- | ------ | ----- | ------ | ----- | ------------- | ----- | ------------- | ---------------- |
| 1. | Georgien    | 5      | 4     | 1      | 0     | 172:73        | + 99  | 2             | 20               |
| 2. | Spanien     | 5      | 4     | 0      | 1     | 170:135       | + 35  | 1             | 17               |
| 3. | Rumänien    | 5      | 3     | 0      | 2     | 153:128       | + 25  | 2             | 14               |
| 4. | Portugal    | 5      | 2     | 1      | 2     | 139:98        | + 41  | 2             | 12               |
| 5. | Niederlande | 5      | 1     | 0      | 4     | 25:212        | − 187 | 0             | 4                |
| 6. | Russland    | 5      | 0     | 0      | 5     | 62:75         | − 13  | 1             | 1                |

Als Reaktion auf den russischen Überfall auf die Ukraine 2022 wurde die russische Nationalmannschaft vom Weltverband World Rugby sowie vom europäischen Verband Rugby Europe disqualifiziert. Georgien, Portugal und die Niederlande gewannen die ausstehenden Spiele forfait.
| 5. Februar 2022 14:30 OEZ (UTC+2) | Rumänien | 34 : 25        | Russland | Stadionul Arcul de Triumf, Bukarest Zuschauer: 2700 Schiedsrichter: Adam Leal (England) |
| 5. Februar 2022 14:30 OEZ (UTC+2) | Versuche: Cojocaru (2) 11. erh., 25. erh. Macovei 40. erh. Surugiu 72. erh. Erhöhungen: Boldor (3/3) Plai (1/1) Straftritte: Boldor 38. | (24:7) Bericht | Versuche: Strafversuch 6. Magomedow 62. erh. Parchomenko 75. n.erh. Erhöhungen: Gaissin (1/1) Straftritte: Gaissin (2) 43., 47. | Stadionul Arcul de Triumf, Bukarest Zuschauer: 2700 Schiedsrichter: Adam Leal (England) |

| 5. Februar 2022 16:00 MEZ (UTC+1) | Spanien | 43 : 0         | Niederlande | Estadio Nacional Universidad Complutense, Madrid Zuschauer: 2000 Schiedsrichter: Gianluca Gnecchi (Italien) |
| 5. Februar 2022 16:00 MEZ (UTC+1) | Versuche: Usarraga 11. erh. López 25. erh. Jorba 39. n.erh. Gimeno 45. erh. Ordas 57. n.erh. Minguillon 66. n.erh. Ovejero 72. erh. Erhöhungen: Ordas (3/6) Bélie (1/1) | (19:0) Bericht |             | Estadio Nacional Universidad Complutense, Madrid Zuschauer: 2000 Schiedsrichter: Gianluca Gnecchi (Italien) |

| 6. Februar 2022 15:00 GET (UTC+4) | Georgien | 25 : 25         | Portugal | Micheil-Meschi-Stadion, Tiflis Zuschauer: 7000 Schiedsrichter: Romain Poite (Frankreich) |
| 6. Februar 2022 15:00 GET (UTC+4) | Versuche: Tabuzadse 29. erh. Kerdikoschwili 40. n.erh. Dschalagonia 64. erh. Erhöhungen: Abschandadse (2/3) Straftritte: Abschandadse (2) 26., 46. | (15:11) Bericht | Versuche: Cardoso 36. n.erh. Marta 50. erh. Lima 58. erh. Erhöhungen: Marques (2/3) Straftritte: Marques (2) 9., 29. | Micheil-Meschi-Stadion, Tiflis Zuschauer: 7000 Schiedsrichter: Romain Poite (Frankreich) |

| 12. Februar 2022 13:00 MSK (UTC+3) | Russland | 37 : 41         | Spanien | Slawa-Metreweli-Zentralstadion, Sotschi Zuschauer: 0 Schiedsrichter: Andrea Piardi (Italien) |
| 12. Februar 2022 13:00 MSK (UTC+3) | Versuche: Gressew 30. erh. Rjabischtschuk 37. erh. Dawydow 61. erh. Schiwatow 76. erh. Erhöhungen: Gaissin (4/4) Straftritte: Gaissin (3/3) 9., 42., 66. | (17:25) Bericht | Versuche: Gimeno 3. erh. Minguillon (2) 16. n.erh., 36. n.erh. Pinto 40. n.erh. Ovejero 80. erh. Erhöhungen: Ordas (2/5) Straftritte: Ordas (4/4) 27., 59., 65., 71. | Slawa-Metreweli-Zentralstadion, Sotschi Zuschauer: 0 Schiedsrichter: Andrea Piardi (Italien) |

| 12. Februar 2022 13:15 MEZ (UTC+1) | Niederlande                                                                       | 10 : 72        | Georgien | NRCA, Amsterdam Zuschauer: 900 Schiedsrichter: Ludovic Cayre (Frankreich) |
| 12. Februar 2022 13:15 MEZ (UTC+1) | Versuche: Danen 49. erh. Erhöhungen: Weersma (1/1) Straftritte: Weersma (1/1) 17. | (3:29) Bericht | Versuche: Giorgadse (3) 8. n.erh., 46. erh., 59. erh. Tabuzadse (2) 14. n.erh., 38. n.erh. Dschaparidse 24. erh. Lobschanidse (2) 28. erh., 53. erh. Dschalagonia 52. erh. Modebadse 66. n.erh. Tschkoidse (2) 76. n.erh., 80.+2 n.erh. Erhöhungen: Abschandadse (6/12) | NRCA, Amsterdam Zuschauer: 900 Schiedsrichter: Ludovic Cayre (Frankreich) |

| 12. Februar 2022 17:30 OEZ (UTC+2) | Rumänien | 37 : 27         | Portugal | Stadionul Arcul de Triumf, Bukarest Zuschauer: 2700 Schiedsrichter: Frank Murphy (Irland) |
| 12. Februar 2022 17:30 OEZ (UTC+2) | Versuche: Ser 40. erh. Cojocaru 54. erh. Savin 67. erh. Gorin 80. erh. Erhöhungen: Melinte (3/3) Plai (1/1) Straftritte: Melinte (3/3) 5., 36., 75. | (13:22) Bericht | Versuche: Lima 24. n.erh. Marta (2) 37. erh., 49. n.erh. Pinto (2) 37. erh., 49. n.erh. Erhöhungen: Marques (2/4) Straftritte: Marques (1/1) 28. | Stadionul Arcul de Triumf, Bukarest Zuschauer: 2700 Schiedsrichter: Frank Murphy (Irland) |

| 26. Februar 2022 15:00 WEZ (UTC+0) | Portugal | 59 : 3         | Niederlande                    | Complexo Desportivo, Caldas da Rainha Zuschauer: 2500 Schiedsrichter: Federico Vedovelli (Italien) |
| 26. Februar 2022 15:00 WEZ (UTC+0) | Versuche: Belo 14. erh. Diniz 22. n.erh. Bettencourt (2) 30. erh., 63. erh. Simões (2) 38. erh., 43. n.erh. Marta 47. erh. Storti 54. erh. Antunes 76. erh. Erhöhungen: Antunes (7/9) | (26:3) Bericht | Straftritte: Campbell (1/1) 1. | Complexo Desportivo, Caldas da Rainha Zuschauer: 2500 Schiedsrichter: Federico Vedovelli (Italien) |

| 27. Februar 2022 12:45 MEZ (UTC+1) | Spanien | 38 : 21        | Rumänien                                                                            | Estadio Nacional Universidad Complutense, Madrid Zuschauer: 5000 Schiedsrichter: Sam Grove-White (Schottland) |
| 27. Februar 2022 12:45 MEZ (UTC+1) | Versuche: Pinto 6. erh. Foulds 10. erh. Quercy (2) 19. erh., 59. erh. Gimeno 27. erh. Erhöhungen: Ordas (5/5) Straftritte: Ordas (1/1) 55. | (28:7) Bericht | Versuche: Vaovasa (2) 16. erh., 65. erh. Simionescu 70. erh. Erhöhungen: Plai (3/3) | Estadio Nacional Universidad Complutense, Madrid Zuschauer: 5000 Schiedsrichter: Sam Grove-White (Schottland) |

| 27. Februar 2022 18:00 Uhr GET | Georgien | abgesagt | Russland | Boris-Paitschadse-Dinamo-Arena, Tiflis |
| 27. Februar 2022 18:00 Uhr GET |          |          |          | Boris-Paitschadse-Dinamo-Arena, Tiflis |

| 12. März 2022 15:00 Uhr MZ | Russland | abgesagt | Niederlande | Mordwinien-Arena, Saransk |
| 12. März 2022 15:00 Uhr MZ |          |          |             | Mordwinien-Arena, Saransk |

| 12. März 2022 17:30 OEZ (UTC+2) | Rumänien | 23 : 26         | Georgien | Stadionul Arcul de Triumf, Bukarest Zuschauer: 6000 Schiedsrichter: Ben Breakspear (Wales) |
| 12. März 2022 17:30 OEZ (UTC+2) | Versuche: Cojocaru 7. n.erh. Bărdașu 73. erh. Erhöhungen: Melinte (2/2) Straftritte: Melinte (3/4) 17., 21., 43. | (13:21) Bericht | Versuche: Lobschanidse 9. erh. Scharikadse 28. erh. Todua 34. erh. Tabuzadse 70. n.erh. Erhöhungen: Abschandadse (3/4) | Stadionul Arcul de Triumf, Bukarest Zuschauer: 6000 Schiedsrichter: Ben Breakspear (Wales) |

| 13. März 2022 12:45 MEZ (UTC+1) | Spanien | 33 : 28         | Portugal | Estadio Nacional Universidad Complutense, Madrid Zuschauer: 6000 Schiedsrichter: Tual Trainini (Frankreich) |
| 13. März 2022 12:45 MEZ (UTC+1) | Versuche: Zabala 7. n.erh. Quercy (2) 17. erh. Pinto 38. n.erh. Erhöhungen: Ordas (2/4) Straftritte: Ordas (3/3) 44., 51. 58. | (24:17) Bericht | Versuche: Bento 10. erh. Bettencourt 32. erh. Madeira 79. n.erh. Erhöhungen: Marques (2/2) Straftritte: Marques (3/3) 6., 46., 54. | Estadio Nacional Universidad Complutense, Madrid Zuschauer: 6000 Schiedsrichter: Tual Trainini (Frankreich) |

| 19. März 2022 13:00 MEZ (UTC+1) | Niederlande                                                            | 12 : 38         | Rumänien | NRCA, Amsterdam Zuschauer: 1200 Schiedsrichter: Ben Blain (Schottland) |
| 19. März 2022 13:00 MEZ (UTC+1) | Versuche: Salman 34. n.erh. Raymond 40. erh. Erhöhungen: Weersma (1/2) | (12:26) Bericht | Versuche: Rupanu 3. erh. Vaovasa 14. erh. Dumitru 17. erh. Cojocaru 28. n.erh. Bucur 71. n.erh. Macovei 77. erh. Erhöhungen: Melinte (4/6) | NRCA, Amsterdam Zuschauer: 1200 Schiedsrichter: Ben Blain (Schottland) |

| 19. März 2022 15:00 WEZ (UTC+0) | Portugal | abgesagt | Russland | Estádio Nacional, Lissabon |
| 19. März 2022 15:00 WEZ (UTC+0) |          |          |          | Estádio Nacional, Lissabon |

| 20. März 2022 15:00 GET (UTC+4) | Georgien | 49 : 15        | Spanien                                                                                         | Boris-Paitschadse-Dinamo-Arena, Tiflis Zuschauer: 11.000 Schiedsrichter: Craig Evans (Wales) |
| 20. März 2022 15:00 GET (UTC+4) | Versuche: Tabuzadse (2) 27. erh., 68. erh. Giorgadse (2) 34. n.erh., 73. erh. Scharikadse 62. erh. Tschkoidse 80.+8 erh. Erhöhungen: Abschandadse (5/6) Straftritte: Abschandadse (2/2) 15., 54. Dropgoals: Lobschanidse (1/1) 3. | (18:8) Bericht | Versuche: Jorba 24. n.erh. Ovejero 49. erh. Erhöhungen: Ordas (1/2) Straftritte: Ordas (1/1) 8. | Boris-Paitschadse-Dinamo-Arena, Tiflis Zuschauer: 11.000 Schiedsrichter: Craig Evans (Wales) |

## Rugby Europe Trophy
|    | Land        | Spiele | Siege | Unent. | Ndlg. | Spiel- punkte | Diff. | Bonus- punkte | Tabellen- punkte |
| -- | ----------- | ------ | ----- | ------ | ----- | ------------- | ----- | ------------- | ---------------- |
| 1. | Belgien     | 5      | 4     | 0      | 1     | 149:76        | + 73  | 5             | 21               |
| 2. | Polen       | 5      | 4     | 0      | 1     | 139:116       | + 23  | 1             | 17               |
| 3. | Deutschland | 5      | 3     | 0      | 2     | 150:95        | + 55  | 5             | 17               |
| 4. | Schweiz     | 5      | 2     | 0      | 3     | 120:117       | + 3   | 1             | 9                |
| 5. | Ukraine     | 5      | 1     | 0      | 4     | 63:148        | − 85  | 0             | 5                |
| 6. | Litauen     | 5      | 1     | 0      | 4     | 108:177       | − 69  | 1             | 5                |

| 9. Oktober 2021 12:50 OESZ (UTC+3) | Ukraine         | 24 : 27 | Polen | Junist-Stadion, Lwiw Zuschauer: 2000 Schiedsrichter: John Catteau (Belgien) |
| 9. Oktober 2021 12:50 OESZ (UTC+3) | (10:10) Bericht |         |       | Junist-Stadion, Lwiw Zuschauer: 2000 Schiedsrichter: John Catteau (Belgien) |

| 23. Oktober 2021 14:00 OESZ (UTC+3) | Litauen         | 37 : 39 | Ukraine | Regbio stadionas, Šiauliai Zuschauer: 500 Schiedsrichter: Ethan Glass (Schweiz) |
| 23. Oktober 2021 14:00 OESZ (UTC+3) | (22:24) Bericht |         |         | Regbio stadionas, Šiauliai Zuschauer: 500 Schiedsrichter: Ethan Glass (Schweiz) |

| 30. Oktober 2021 15:00 OESZ (UTC+3) | Litauen        | 16 : 46 | Deutschland | Regbio stadionas, Šiauliai Zuschauer: 450 Schiedsrichter: Gert Visser (Niederlande) |
| 30. Oktober 2021 15:00 OESZ (UTC+3) | (9:19) Bericht |         |             | Regbio stadionas, Šiauliai Zuschauer: 450 Schiedsrichter: Gert Visser (Niederlande) |

| 13. November 2021 13:00 MEZ (UTC+1) | Polen          | 21 : 16 | Deutschland | Narodowy Stadion Rugby, Gdynia Zuschauer: 2500 Schiedsrichter: Saba Abulaschwili (Georgien) |
| 13. November 2021 13:00 MEZ (UTC+1) | (3:13) Bericht |         |             | Narodowy Stadion Rugby, Gdynia Zuschauer: 2500 Schiedsrichter: Saba Abulaschwili (Georgien) |

| 13. November 2021 15:30 MEZ (UTC+1) | Schweiz        | 20 : 28 | Litauen | Centre sportif de Colovray, Nyon Zuschauer: 1140 Schiedsrichter: Dan O’Connell (Deutschland) |
| 13. November 2021 15:30 MEZ (UTC+1) | (3:13) Bericht |         |         | Centre sportif de Colovray, Nyon Zuschauer: 1140 Schiedsrichter: Dan O’Connell (Deutschland) |

| 20. November 2021 14:30 MEZ (UTC+1) | Polen           | 37 : 25 | Schweiz | Polonia-Warschau-Stadion, Warschau Schiedsrichter: Eki Fanlo (Spanien) |
| 20. November 2021 14:30 MEZ (UTC+1) | (21:14) Bericht |         |         | Polonia-Warschau-Stadion, Warschau Schiedsrichter: Eki Fanlo (Spanien) |

| 12. Februar 2022 15:00 MEZ (UTC+1) | Belgien    | 28 : 0 | Ukraine | Centre sportif Nelson Mandela, Brüssel |
| 12. Februar 2022 15:00 MEZ (UTC+1) | (abgesagt) |        |         | Centre sportif Nelson Mandela, Brüssel |

| 19. Februar 2022 15:00 MEZ (UTC+1) | Deutschland     | 26 : 33 | Belgien | Fritz-Grunebaum-Sportpark, Heidelberg Zuschauer: 1000 Schiedsrichter: Schota Tewsadse (Georgien) |
| 19. Februar 2022 15:00 MEZ (UTC+1) | (16:19) Bericht |         |         | Fritz-Grunebaum-Sportpark, Heidelberg Zuschauer: 1000 Schiedsrichter: Schota Tewsadse (Georgien) |

| 12. März 2022 15:30 MEZ (UTC+1) | Schweiz        | 22 : 18 | Belgien | Centre sportif des Cherpines, Plan-les-Ouates Zuschauer: 1376 Schiedsrichter: Alexandru Ionescu (Rumänien) |
| 12. März 2022 15:30 MEZ (UTC+1) | (10:6) Bericht |         |         | Centre sportif des Cherpines, Plan-les-Ouates Zuschauer: 1376 Schiedsrichter: Alexandru Ionescu (Rumänien) |

| 19. März 2022 14:00 MEZ (UTC+1) | Deutschland     | 34 : 25 | Schweiz | Sportzentrum Martinsee, Heusenstamm Zuschauer: 800 Schiedsrichter: Gert Visser (Irland) |
| 19. März 2022 14:00 MEZ (UTC+1) | (19:15) Bericht |         |         | Sportzentrum Martinsee, Heusenstamm Zuschauer: 800 Schiedsrichter: Gert Visser (Irland) |

| 19. März 2022 15:00 MEZ (UTC+1) | Belgien        | 41 : 11 | Polen | Centre spotif Nelson Mandela, Brüssel Zuschauer: 1850 Schiedsrichter: Andrew Cole (Niederlande) |
| 19. März 2022 15:00 MEZ (UTC+1) | (22:6) Bericht |         |       | Centre spotif Nelson Mandela, Brüssel Zuschauer: 1850 Schiedsrichter: Andrew Cole (Niederlande) |

| 26. März 2022 14:00 OEZ (UTC+2) | Litauen        | 17 : 29 | Belgien | Regbio stadionas, Šiauliai Zuschauer: 300 Schiedsrichter: Iñigo Atorrasagasti (Spanien) |
| 26. März 2022 14:00 OEZ (UTC+2) | (12:7) Bericht |         |         | Regbio stadionas, Šiauliai Zuschauer: 300 Schiedsrichter: Iñigo Atorrasagasti (Spanien) |

| 9. April 2022 14:45 MESZ (UTC+2) | Polen          | 43 : 10 | Litauen | Narodowy Stadion Rugby, Gdynia Zuschauer: 2000 Schiedsrichter: Eugeniu Procopi (Rumänien) |
| 9. April 2022 14:45 MESZ (UTC+2) | (26:5) Bericht |         |         | Narodowy Stadion Rugby, Gdynia Zuschauer: 2000 Schiedsrichter: Eugeniu Procopi (Rumänien) |

| 16. April 2022 | Deutschland | 28 : 0 | Ukraine | Sportunion-Stadion, Neckarsulm |
| 16. April 2022 | (abgesagt)  |        |         | Sportunion-Stadion, Neckarsulm |

| 30. April 2022 | Ukraine    | 0 : 28 | Schweiz | Kiew |
| 30. April 2022 | (abgesagt) |        |         | Kiew |

## Rugby Europe Conference

### Conference 1

#### Nord
|    | Land       | Spiele | Siege | Unent. | Ndlg. | Spiel- punkte | Diff. | Bonus- punkte | Tabellen- punkte |
| -- | ---------- | ------ | ----- | ------ | ----- | ------------- | ----- | ------------- | ---------------- |
| 1. | Schweden   | 4      | 4     | 0      | 0     | 154:73        | + 81  | 2             | 18               |
| 2. | Tschechien | 4      | 3     | 0      | 1     | 142:70        | + 72  | 3             | 15               |
| 3. | Lettland   | 3      | 1     | 0      | 2     | 74:109        | − 35  | 1             | 5                |
| 4. | Luxemburg  | 4      | 1     | 0      | 3     | 56:145        | – 89  | 0             | 4                |
| 5. | Ungarn     | 3      | 0     | 0      | 3     | 61:90         | – 29  | 2             | 2                |

| 23. Oktober 2021 14:00 MESZ (UTC+2) | Schweden       | 51 : 5 | Luxemburg | Bollspelaren, Norrköping Zuschauer: 305 Schiedsrichter: Artur Kisle (Lettland) |
| 23. Oktober 2021 14:00 MESZ (UTC+2) | (24:0) Bericht |        |           | Bollspelaren, Norrköping Zuschauer: 305 Schiedsrichter: Artur Kisle (Lettland) |

| 6. November 2021 13:00 MEZ (UTC+1) | Tschechien     | 31 : 13 | Ungarn | Stadion ragby Císařka, Prag Zuschauer: 550 Schiedsrichter: Eugeniu Procopi (Moldau) |
| 6. November 2021 13:00 MEZ (UTC+1) | (17:7) Bericht |         |        | Stadion ragby Císařka, Prag Zuschauer: 550 Schiedsrichter: Eugeniu Procopi (Moldau) |

| 27. November 2021 18:00 MEZ (UTC+1) | Luxemburg     | 12 : 39 | Tschechien | Stade de Luxembourg, Luxemburg Schiedsrichter: Vaidotas Girdvainis (Litauen) |
| 27. November 2021 18:00 MEZ (UTC+1) | (6:7) Bericht |         |            | Stade de Luxembourg, Luxemburg Schiedsrichter: Vaidotas Girdvainis (Litauen) |

| 12. März 2022 18:00 MEZ (UTC+1) | Luxemburg      | 30 : 23 | Ungarn | Stade de Luxembourg, Luxemburg Zuschauer: 1300 Schiedsrichter: Francisca Serra (Portugal) |
| 12. März 2022 18:00 MEZ (UTC+1) | (13:0) Bericht |         |        | Stade de Luxembourg, Luxemburg Zuschauer: 1300 Schiedsrichter: Francisca Serra (Portugal) |

| 2. April 2022 14:00 OESZ (UTC+3) | Lettland      | 32 : 9 | Luxemburg | Baldones stadions, Baldone Zuschauer: 400 Schiedsrichter: Hrvoje Bartolić (Kroatien) |
| 2. April 2022 14:00 OESZ (UTC+3) | (7:9) Bericht |        |           | Baldones stadions, Baldone Zuschauer: 400 Schiedsrichter: Hrvoje Bartolić (Kroatien) |

| 23. April 2022 15:00 OESZ (UTC+3) | Lettland        | 25 : 46 | Schweden | Baldones stadions, Baldone Zuschauer: 200 Schiedsrichter: Mike Hawkins (Dänemark) |
| 23. April 2022 15:00 OESZ (UTC+3) | (13:29) Bericht |         |          | Baldones stadions, Baldone Zuschauer: 200 Schiedsrichter: Mike Hawkins (Dänemark) |

| 7. Mai 2022 14:00 MESZ (UTC+2) | Tschechien     | 54 : 17 | Lettland | Rugbyclub Sparta Praha, Prag Zuschauer: 400 Schiedsrichter: Lukas Jasinski (Polen) |
| 7. Mai 2022 14:00 MESZ (UTC+2) | (19:3) Bericht |         |          | Rugbyclub Sparta Praha, Prag Zuschauer: 400 Schiedsrichter: Lukas Jasinski (Polen) |

| 7. Mai 2022 14:00 MESZ (UTC+2) | Ungarn          | 25 : 29 | Schweden | Budapest Rugby Center, Budapest Zuschauer: 800 Schiedsrichter: Nicolas Vandecauter (Belgien) |
| 7. Mai 2022 14:00 MESZ (UTC+2) | (17:17) Bericht |         |          | Budapest Rugby Center, Budapest Zuschauer: 800 Schiedsrichter: Nicolas Vandecauter (Belgien) |

| 14. Mai 2022 14:00 MESZ (UTC+2) | Schweden      | 28 : 18 | Tschechien | Stockholm Stadion, Stockholm Zuschauer: 20.000 Schiedsrichter: Kilian O’Brien (Deutschland) |
| 14. Mai 2022 14:00 MESZ (UTC+2) | (3:6) Bericht |         |            | Stockholm Stadion, Stockholm Zuschauer: 20.000 Schiedsrichter: Kilian O’Brien (Deutschland) |

| 2022 | Ungarn | abgesagt | Lettland | Sportközpont, Százhalombatta |
| 2022 |        |          |          | Sportközpont, Százhalombatta |

#### Süd
|    | Land      | Spiele | Siege | Unent. | Ndlg. | Spiel- punkte | Diff. | Bonus- punkte | Tabellen- punkte |
| -- | --------- | ------ | ----- | ------ | ----- | ------------- | ----- | ------------- | ---------------- |
| 1. | Kroatien  | 4      | 4     | 0      | 0     | 111:33        | + 78  | 2             | 18               |
| 2. | Malta     | 4      | 3     | 0      | 1     | 69:40         | + 29  | 2             | 14               |
| 3. | Israel    | 4      | 2     | 0      | 2     | 62:54         | + 8   | 1             | 9                |
| 4. | Zypern    | 4      | 1     | 0      | 3     | 58:70         | − 12  | 2             | 6                |
| 5. | Slowenien | 4      | 0     | 0      | 4     | 13:116        | – 103 | 0             | 0                |

| 30. Oktober 2021 14:00 MESZ (UTC+2) | Slowenien     | 10 : 24 | Malta | Oval Ljubljana, Ljubljana Zuschauer: 0 Schiedsrichter: Norbert Matrai (Ungarn) |
| 30. Oktober 2021 14:00 MESZ (UTC+2) | (0:7) Bericht |         |       | Oval Ljubljana, Ljubljana Zuschauer: 0 Schiedsrichter: Norbert Matrai (Ungarn) |

| 6. November 2021 14:00 MEZ (UTC+1) | Kroatien       | 48 : 3 | Slowenien | Stadion Stari plac, Split Zuschauer: 100 Schiedsrichter: Benjamin Loader (Österreich) |
| 6. November 2021 14:00 MEZ (UTC+1) | (36:3) Bericht |        |           | Stadion Stari plac, Split Zuschauer: 100 Schiedsrichter: Benjamin Loader (Österreich) |

| 13. November 2021 14:00 OEZ (UTC+2) | Zypern         | 8 : 29 | Kroatien | Stelios-Kyriakides-Stadion, Paphos Zuschauer: 0 Schiedsrichter: Florin Bonea (Rumänien) |
| 13. November 2021 14:00 OEZ (UTC+2) | (3:19) Bericht |        |          | Stelios-Kyriakides-Stadion, Paphos Zuschauer: 0 Schiedsrichter: Florin Bonea (Rumänien) |

| 13. November 2021 13:00 MEZ (UTC+1) | Malta         | 15 : 13 | Israel | Hibernians Football Ground, Paola Zuschauer: 0 Schiedsrichter: Pedro Mendes-Silva (Portugal) |
| 13. November 2021 13:00 MEZ (UTC+1) | (8:6) Bericht |         |        | Hibernians Football Ground, Paola Zuschauer: 0 Schiedsrichter: Pedro Mendes-Silva (Portugal) |

| 26. März 2022 13:00 OEZ (UTC+2) | Zypern     | 28 : 0 | Slowenien | Stelios-Kyriakides-Stadion, Paphos |
| 26. März 2022 13:00 OEZ (UTC+2) | (abgesagt) |        |           | Stelios-Kyriakides-Stadion, Paphos |

| 2. April 2022 14:00 MESZ (UTC+2) | Kroatien      | 7 : 3 | Malta | Stadion NŠC Stjepan Spajić, Zagreb Zuschauer: 350 Schiedsrichter: Ethan Glass (Schweiz) |
| 2. April 2022 14:00 MESZ (UTC+2) | (7:3) Bericht |       |       | Stadion NŠC Stjepan Spajić, Zagreb Zuschauer: 350 Schiedsrichter: Ethan Glass (Schweiz) |

| 2. April 2022 14:00 MESZ (UTC+2) | Slowenien     | 0 : 16 | Israel | Oval Ljubljana, Ljubljana Zuschauer: 225 Schiedsrichter: Rutger Van Faassen (Niederlande) |
| 2. April 2022 14:00 MESZ (UTC+2) | (0:8) Bericht |        |        | Oval Ljubljana, Ljubljana Zuschauer: 225 Schiedsrichter: Rutger Van Faassen (Niederlande) |

| 9. April 2022 15:00 IDT (UTC+3) | Israel          | 19 : 27 | Kroatien | Yizre’el Rugby Club, Kibbutz Yizre’el Zuschauer: 300 Schiedsrichter: Eki Fanlo (Spanien) |
| 9. April 2022 15:00 IDT (UTC+3) | (12:15) Bericht |         |          | Yizre’el Rugby Club, Kibbutz Yizre’el Zuschauer: 300 Schiedsrichter: Eki Fanlo (Spanien) |

| 16. April 2022 14:00 MESZ (UTC+2) | Malta          | 27 : 10 | Zypern | Hibernians Football Ground, Paola Zuschauer: 931 Schiedsrichter: Benjamin Loader (Österreich) |
| 16. April 2022 14:00 MESZ (UTC+2) | (24:3) Bericht |         |        | Hibernians Football Ground, Paola Zuschauer: 931 Schiedsrichter: Benjamin Loader (Österreich) |

| 30. April 2022 16:00 IDT (UTC+3) | Israel         | 14 : 12 | Zypern | Yizre’el Rugby Club, Kibbutz Yizre’el Schiedsrichter: Jeremy Coomans (Belgien) |
| 30. April 2022 16:00 IDT (UTC+3) | (14:5) Bericht |         |        | Yizre’el Rugby Club, Kibbutz Yizre’el Schiedsrichter: Jeremy Coomans (Belgien) |

### Conference 2

#### Nord
|    | Land     | Spiele | Siege | Unent. | Ndlg. | Spiel- punkte | Diff. | Bonus- punkte | Tabellen- punkte |
| -- | -------- | ------ | ----- | ------ | ----- | ------------- | ----- | ------------- | ---------------- |
| 1. | Moldau   | 2      | 2     | 0      | 0     | 55:19         | + 36  | 1             | 9                |
| 2. | Dänemark | 3      | 2     | 0      | 1     | 95:46         | + 49  | 1             | 9                |
| 3. | Finnland | 2      | 1     | 0      | 1     | 43:32         | + 11  | 1             | 5                |
| 4. | Norwegen | 3      | 0     | 0      | 3     | 3:99          | – 96  | 0             | 0                |

Österreich zog sich kurz vor Beginn aus dem Wettbewerb zurück.
| 9. Oktober 2021 14:00 MESZ (UTC+2) | Dänemark       | 29 : 19 | Finnland | Odense Atletikstadion, Odense Zuschauer: 500 Schiedsrichter: Jonathan Teppler (Deutschland) |
| 9. Oktober 2021 14:00 MESZ (UTC+2) | (9:12) Bericht |         |          | Odense Atletikstadion, Odense Zuschauer: 500 Schiedsrichter: Jonathan Teppler (Deutschland) |

| 23. Oktober 2021 15:00 MESZ (UTC+2) | Norwegen       | 0 : 47 | Dänemark | Bislett-Stadion, Oslo Zuschauer: 550 Schiedsrichter: Liam Wright (Niederlande) |
| 23. Oktober 2021 15:00 MESZ (UTC+2) | (0:26) Bericht |        |          | Bislett-Stadion, Oslo Zuschauer: 550 Schiedsrichter: Liam Wright (Niederlande) |

| 16. April 2022 15:00 OESZ (UTC+3) | Moldau     | 28 : 0 | Norwegen |  |
| 16. April 2022 15:00 OESZ (UTC+3) | (abgesagt) |        |          |  |

| 7. Mai 2022 14:00 MESZ (UTC+2) | Dänemark       | 19 : 27 | Moldau | Odense Atletikstadion, Odense Zuschauer: 400 Schiedsrichter: Artur Kisle (Lettland) |
| 7. Mai 2022 14:00 MESZ (UTC+2) | (3:13) Bericht |         |        | Odense Atletikstadion, Odense Zuschauer: 400 Schiedsrichter: Artur Kisle (Lettland) |

| 7. Mai 2022 14:00 MESZ (UTC+2) | Norwegen       | 3 : 24 | Finnland | Horten Rugbyklubb, Horten Zuschauer: 100 Schiedsrichter: David Horner (Dänemark) |
| 7. Mai 2022 14:00 MESZ (UTC+2) | (0:14) Bericht |        |          | Horten Rugbyklubb, Horten Zuschauer: 100 Schiedsrichter: David Horner (Dänemark) |

| 2022 | Finnland | abgesagt | Moldau | Myllypuro-Sportpark, Helsinki |
| 2022 |          |          |        | Myllypuro-Sportpark, Helsinki |

#### Süd
|    | Land                    | Spiele | Siege | Unent. | Ndlg. | Spiel- punkte | Diff. | Bonus- punkte | Tabellen- punkte |
| -- | ----------------------- | ------ | ----- | ------ | ----- | ------------- | ----- | ------------- | ---------------- |
| 1. | Bulgarien               | 4      | 4     | 0      | 0     | 134:61        | + 73  | 2             | 18               |
| 2. | Serbien                 | 4      | 3     | 0      | 1     | 110:65        | + 45  | 2             | 14               |
| 3. | Andorra                 | 4      | 1     | 0      | 3     | 71:72         | − 3   | 3             | 7                |
| 4. | Bosnien und Herzegowina | 4      | 1     | 1      | 2     | 81:124        | – 43  | 0             | 6                |
| 5. | Türkei                  | 4      | 0     | 1      | 3     | 58:132        | – 74  | 0             | 2                |

| 2. Oktober 2021 13:55 MESZ (UTC+2) | Bosnien und Herzegowina | 24 : 49 | Bulgarien | Kamberovića Polje, Zenica Zuschauer: 300 Schiedsrichter: Francisco Serra (Portugal) |
| 2. Oktober 2021 13:55 MESZ (UTC+2) | (17:30) Bericht         |         |           | Kamberovića Polje, Zenica Zuschauer: 300 Schiedsrichter: Francisco Serra (Portugal) |

| 9. Oktober 2021 10:50 TRT (UTC+3) | Türkei         | 12 : 22 | Andorra | MAKÜ Spor Toto Stadyumu, Burdur Zuschauer: 1000 Schiedsrichter: Ivan Zelić (Kroatien) |
| 9. Oktober 2021 10:50 TRT (UTC+3) | (0:11) Bericht |         |         | MAKÜ Spor Toto Stadyumu, Burdur Zuschauer: 1000 Schiedsrichter: Ivan Zelić (Kroatien) |

| 16. Oktober 2021 15:00 OESZ (UTC+3) | Bulgarien      | 14 : 11 | Serbien | Nationale Sportakademie „Wassil Lewski“, Sofia Zuschauer: 0 Schiedsrichter: Valeriu Chipercean (Rumänien) |
| 16. Oktober 2021 15:00 OESZ (UTC+3) | (14:8) Bericht |         |         | Nationale Sportakademie „Wassil Lewski“, Sofia Zuschauer: 0 Schiedsrichter: Valeriu Chipercean (Rumänien) |

| 23. Oktober 2021 14:00 MESZ (UTC+2) | Serbien        | 37 : 14 | Türkei | Ragbi klub Borac, Starčevo Zuschauer: 0 Schiedsrichter: Waleriy Maksiuk (Ukraine) |
| 23. Oktober 2021 14:00 MESZ (UTC+2) | (18:7) Bericht |         |        | Ragbi klub Borac, Starčevo Zuschauer: 0 Schiedsrichter: Waleriy Maksiuk (Ukraine) |

| 30. Oktober 2021 16:00 MESZ (UTC+2) | Andorra       | 18 : 19 | Bosnien und Herzegowina | Estadi Nacional, Andorra la Vella Zuschauer: 400 Schiedsrichter: Adèle Robert (Belgien) |
| 30. Oktober 2021 16:00 MESZ (UTC+2) | (5:3) Bericht |         |                         | Estadi Nacional, Andorra la Vella Zuschauer: 400 Schiedsrichter: Adèle Robert (Belgien) |

| 2. April 2022 14:00 MESZ (UTC+2) | Andorra | 13 : 17 | Bulgarien | Estadi Nacional, Andorra la Vella Zuschauer: 250 Schiedsrichter: Liam Wright (Niederlande) |
| 2. April 2022 14:00 MESZ (UTC+2) | Bericht |         |           | Estadi Nacional, Andorra la Vella Zuschauer: 250 Schiedsrichter: Liam Wright (Niederlande) |

| 16. April 2022 14:00 MESZ (UTC+2) | Serbien        | 24 : 18 | Andorra | Ragbi klub Borac, Starčevo Zuschauer: 400 Schiedsrichter: Florin Bonea (Rumänien) |
| 16. April 2022 14:00 MESZ (UTC+2) | (19:3) Bericht |         |         | Ragbi klub Borac, Starčevo Zuschauer: 400 Schiedsrichter: Florin Bonea (Rumänien) |

| 7. Mai 2022 15:00 MESZ (UTC+2) | Bosnien und Herzegowina | 19 : 38 | Serbien | Kamberovića Polje, Zenica Zuschauer: 360 Schiedsrichter: Ignacio Muñoz (Spanien) |
| 7. Mai 2022 15:00 MESZ (UTC+2) | (12:20) Bericht         |         |         | Kamberovića Polje, Zenica Zuschauer: 360 Schiedsrichter: Ignacio Muñoz (Spanien) |

| 7. Mai 2022 14:00 OEZ (UTC+2) | Bulgarien      | 54 : 13 | Türkei | Wassil-Lewski-Nationalstadion, Sofia Zuschauer: 4000 Schiedsrichter: Norbert Matrai (Ungarn) |
| 7. Mai 2022 14:00 OEZ (UTC+2) | (33:6) Bericht |         |        | Wassil-Lewski-Nationalstadion, Sofia Zuschauer: 4000 Schiedsrichter: Norbert Matrai (Ungarn) |

| 21. Mai 2022 12:00 TRT (UTC+3) | Türkei        | 19 : 19 | Bosnien und Herzegowina | Kasım Stadyumu, Edirne Zuschauer: 300 Schiedsrichter: Robert Diaconescu (Rumänien) |
| 21. Mai 2022 12:00 TRT (UTC+3) | (0:7) Bericht |         |                         | Kasım Stadyumu, Edirne Zuschauer: 300 Schiedsrichter: Robert Diaconescu (Rumänien) |

## Rugby Europe Development
|    | Land       | Spiele | Siege | Unent. | Ndlg. | Spiel- punkte | Diff. | Bonus- punkte | Tabellen- punkte |
| -- | ---------- | ------ | ----- | ------ | ----- | ------------- | ----- | ------------- | ---------------- |
| 1. | Slowakei   | 1      | 1     | 0      | 0     | 65:0          | + 65  | 1             | 5                |
| 3. | Montenegro | 2      | 1     | 0      | 1     | 28:65         | − 37  | 0             | 0                |
| 4. | Estland    | 1      | 0     | 0      | 1     | 0:28          | − 28  | 0             | 0                |

| 23. April 2022 14:50 MESZ (UTC+2) | Slowakei | 65 : 0 | Montenegro | Štadión Čunovo, Bratislava Schiedsrichter: Diogo Inacio (Portugal) |
| 23. April 2022 14:50 MESZ (UTC+2) | Bericht  |        |            | Štadión Čunovo, Bratislava Schiedsrichter: Diogo Inacio (Portugal) |

| 14. Mai 2022 14:00 MESZ (UTC+2) | Montenegro        | 28 : 0 | Estland | Stadion Topolica, Bar |
| 14. Mai 2022 14:00 MESZ (UTC+2) | (forfait) Bericht |        |         | Stadion Topolica, Bar |

| 2022 | Estland | abgesagt | Slowakei |  |
| 2022 |         |          |          |  |